# Don't Listen to the Radio
«Don't Listen to the Radio» —en español: «No escuches la radio»— es una canción de la banda australiana de garage rock The Vines del álbum Vision Valley, escrita por Craig Nicholls. Fue lanzada como el primer sencillo del álbum. La canción habla acerca de varios medios de comunicación, tales como el radio, teléfono y televisión, cuyo objetivo de la canción es ignorarlos o no escucharlos.

## Curiosidades
1. "El tema aparece el la banda sonora del videojuego de carreras FlatOut 2.

## Lista de canciones
Sencillo en CD
1. «Don't Listen To The Radio» (Craig Nicholls) – 2:10
2. «Give Up, Give Out, Give In» – 3:03
3. «Don't Listen To The Radio» (Instrumental) – 2:10

## Posicionamiento
| Listas (2006)                             | Posición |
| ----------------------------------------- | -------- |
| Australia (ARIA)                          | 46       |
| Reino Unido (The Official Charts Company) | 66       |